# Tai Chi Chasers
 (août 2023).
La mise en forme du texte ne suit pas les recommandations de Wikipédia : il faut le « wikifier ».
Les points d'amélioration suivants sont les cas les plus fréquents. Le détail des points à revoir est peut-être précisé sur la page de discussion.
- Les titres sont pré-formatés par le logiciel. Ils ne sont ni en capitales, ni en gras.
- Le texte ne doit pas être écrit en capitales (les noms de famille non plus), ni en gras, ni en italique, ni en « petit »…
- Le gras n'est utilisé que pour surligner le titre de l'article dans l'introduction, une seule fois.
- L'italique est rarement utilisé : mots en langue étrangère, titres d'œuvres, noms de bateaux, etc.
- Les citations ne sont pas en italique mais en corps de texte normal. Elles sont entourées par des guillemets français : « et ».
- Les listes à puces sont à éviter, des paragraphes rédigés étant largement préférés. Les tableaux sont à réserver à la présentation de données structurées (résultats, etc.).
- Les appels de note de bas de page (petits chiffres en exposant, introduits par l'outil «  Source ») sont à placer entre la fin de phrase et le point final[comme ça].
- Les liens internes (vers d'autres articles de Wikipédia) sont à choisir avec parcimonie. Créez des liens vers des articles approfondissant le sujet. Les termes génériques sans rapport avec le sujet sont à éviter, ainsi que les répétitions de liens vers un même terme.
- Les liens externes sont à placer uniquement dans une section « Liens externes », à la fin de l'article. Ces liens sont à choisir avec parcimonie suivant les règles définies. Si un lien sert de source à l'article, son insertion dans le texte est à faire par les notes de bas de page.
- La présentation des références doit suivre les conventions bibliographiques. Il est recommandé d'utiliser les modèles {{Ouvrage}}, {{Chapitre}}, {{Article}}, {{Lien web}} et/ou {{Bibliographie}}. Le mode d'édition visuel peut mettre en forme automatiquement les références.
- Insérer une infobox (cadre d'informations à droite) n'est pas obligatoire pour parachever la mise en page.

Pour une aide détaillée, merci de consulter Aide:Wikification.
Si vous pensez que ces points ont été résolus, vous pouvez retirer ce bandeau et améliorer la mise en forme d'un autre article.
Tai Chi Chasers (Tai Chi Senjimon) est une série d'animation niponne-sud-coréenne diffusée entre le 29 avril 2007 et le 20 janvier 2008 sur KBS. 
En France, Arès Film a obtenu la licence de la version 4Kids Entertainment (pour les saisons 1 et 2) et de la version Iconix Entertainment (pour la saison 3)., elle a été diffusée sur Canal J du 6 mai 2012 au 27 janvier 2013.

## Synopsis
Rai, orphelin, découvre qu'il est le descendant caché des «Tigeroid», des êtres pacifiques qui sont en lutte constante contre les «Dragonoids».

## Épisodes

### Saison 1
| No      | Titre de l’épisode en français | Titre de l’épisode en coréen       | Date de 1re diffusion           |
| ------- | ------------------------------ | ---------------------------------- | ------------------------------- |
| 1 (1)   | Triste anniversaire            | 화광충천 불 화                     | 29 avril 2007 6 mai 2012        |
| 2 (2)   | Mille symboles                 | 발동 태극천자문                    | 6 mai 2007 13 mai 2012          |
| 3 (3)   | Débuts difficiles              | 소문만복래 웃으면 복이 와요        | 13 mai 2007 20 mai 2012         |
| 4 (4)   | Amis et ennemis                | 붕우유신 우리는 친구               | 20 mai 2007 27 mai 2012         |
| 5 (5)   | Meilleurs ennemis              | 난형난제 대장은 괴로워             | 27 mai 2007 3 juin 2012         |
| 6 (6)   | Ressources insoupçonnées       | 폭발 라이의 숨겨진 힘              | 3 juin 2007 10 juin 2012        |
| 7 (7)   | Un allié mystérieux            | 하나를 위한 모두 모두를 위한 하나  | 10 juin 2007 17 juin 2012       |
| 8 (8)   | Le chasseur mystérieux         | 차가운 불꽃 뜨거운 가슴            | 17 juin 2007 24 juin 2012       |
| 9 (9)   | Le retour d'Hannah             | 폭풍전야 말괄량이 불청객           | 24 juin 2007 1er juillet 2012   |
| 10 (10) | L'envol de Rai                 | 날아라 라이 빛의 날개로            | 1er juillet 2007 8 juillet 2012 |
| 11 (11) | La fille du général            | 부전녀전 그 아버지에 그 딸         | 8 juillet 2007 15 juillet 2012  |
| 12 (12) | Les deux cartes                | 좌절금지 시련은 있어도 좌절은 없다 | 15 juillet 2007 22 juillet 2012 |
| 13 (13) | La forêt géante                | 의기투합 모두의 마음을 합하여      | 22 juillet 2007 29 juillet 2012 |

### Saison 2
| No      | Titre de l’épisode en français | Titre de l’épisode en coréen    | Date de 1re diffusion               |
| ------- | ------------------------------ | ------------------------------- | ----------------------------------- |
| 14 (1)  | Les esprits domestiques        | 완전소중 하크와 드란            | 29 juillet 2007 5 août 2012         |
| 15 (2)  | Les trois sœurs                | 용감무쌍 폭풍의 자매들          | 5 août 2007 12 août 2012            |
| 16 (3)  | Une journée de rêve            | 일장춘몽 꿈같은 시간이여        | 12 août 2007 19 août 2012           |
| 17 (4)  | Teddy Supestar                 | 일희일비 슬픔이여 안녕          | 19 août 2007 26 août 2012           |
| 18 (5)  | La carte de l'oubli            | 오매불망 소중한 내 친구들       | 26 août 2007 2 septembre 2012       |
| 19 (6)  | La dimension du chaos          | 오월동주 혼란 속에 핀 우정      | 2 septembre 2007 9 septembre 2012   |
| 20 (7)  | Voyages dans le temps          | 시공초월 그리운 엄마 아빠       | 9 septembre 2007 16 septembre 2012  |
| 21 (8)  | Tigre contre dragon            | 예측불허 용황돌격대             | 16 septembre 2007 23 septembre 2012 |
| 22 (9)  | Réunion au sommet              | 한래서왕 설원에 피어나는 온기   | 23 septembre 2007 30 septembre 2012 |
| 23 (10) | Opération Dragon Chapitre 1    | 정면돌파 루프트드라케 공격 작전 | 30 septembre 2007 7 octobre 2012    |
| 24 (11) | Opération Dragon Chapitre 2    | 살신성인 아름다운 전우애        | 7 octobre 2007 14 octobre 2012      |
| 25 (12) | Le Plan de Mischka             | 풍전등화 비밀기지를 사수하라    | 14 octobre 2007 21 octobre 2012     |
| 26 (13) | Un portail vers le destin      | 자중지란 친구인가 적인가        | 21 octobre 2007 28 octobre 2012     |

### Saison 3
| No      | Titre de l’épisode en français                                | Titre de l’épisode en coréen       | Date de 1re diffusion             |
| ------- | ------------------------------------------------------------- | ---------------------------------- | --------------------------------- |
| 27 (1)  | L'imprudente et mystérieuse Bibi                              | 천방지축 괴짜 소녀 비비            | 28 octobre 2007 4 novembre 2012   |
| 28 (2)  | La course de Roroha l'ancien                                  | 기상천외 로로아 장로배 달리기 대회 | 4 novembre 2007 11 novembre 2012  |
| 29 (3)  | Un combat à armes égales                                      | 용호상박 멀고도 가까운 사이        | 11 novembre 2007 18 novembre 2012 |
| 30 (4)  | Un concours très serré                                        | 막상막하 천자문 경연 대회          | 18 novembre 2007 25 novembre 2012 |
| 31 (5)  | Jakata veut sa revanche, Jakata contre-attaque                | 와신상담 쟈카타의 대반격           | 25 novembre 2007 2 décembre 2012  |
| 32 (6)  | Le combat décisif dans la caverne du roi des esprits          | 점입가경 정령왕 동굴에서의 결전    | 2 décembre 2007 9 décembre 2012   |
| 33 (7)  | Le masque levé                                                | 마각노출 가면전사의 정체           | 9 décembre 2007 16 décembre 2012  |
| 34 (8)  | Cernés par les traîtres                                       | 견리망의 여기저기 배신자           | 16 décembre 2007 23 décembre 2012 |
| 35 (9)  | Le choix du destin. - L'amitié plus forte que tout. - Dilemme | 인지상정 우정와 운명 사이          | 23 décembre 2007 30 décembre 2012 |
| 36 (10) | Le nouveau monde. - Trahison. - Juste cause                   | 역지사지 호족과 용족의 정의        | 30 décembre 2007 6 janvier 2013   |
| 37 (11) | Le triomphe de l'amitié                                       | 교우이신 믿음으로 지킨 우정        | 6 janvier 2008 13 janvier 2013    |
| 38 (12) | Père et fils                                                  | 혈육의 정 아버지와 아들            | 13 janvier 2008 20 janvier 2013   |
| 39 (13) | Le Roi Taï-Chi : un monde en paix pour l'éternité             | 태극왕 선계의 평화여 영원하라      | 20 janvier 2008 27 janvier 2013   |